# Міріам Гесснер
Міріам Гесснер (нім. Miriam Gössner, нар. 21 червня 1990) — німецька біатлоністка та лижниця, призерка Олімпійських ігор, чемпіонка світу. 
Міріам Гесснер не може вирішити, ким вона буде, коли виросте. Вона, наче, біатлоністка, але вже має в своєму заліку срібну олімпійську медаль і срібну медаль чемпіонату світу, здобуті в складі лижної естафетної збірної Німеччини. В біатлоні перший успіх здобула 3 грудня 2010 року в спринті на етапі кубку світу в шведському Естерсунді. Вона стала другою в гонці після фінки Кайси Макаряйнен.
Чемпіонкою світу з біатлону Міріам стала в складі збірної Німеччини в естафетній гонці на чемпіонаті світу 2011 року, що проходив у Ханти-Мансійську. На чемпіонаті світу 2012 року збірна Німеччини повторила свій успіх, причому Мірі виступила дуже добре, влучно стріляла й виправила положення команди після помилок Магдалени Нойнер на першому етапі.

## Особисте життя
Гесснер має громадянство Німеччини та Норвегії.

## Статистика
У таблиці наведено статистику виступів біатлоніста в Кубку світу.
- Місця 1–3: кількість подіумів
- Чільна 10: кількість фінішів у першій десятці
- В очках: кількість виступів, на яких біатлоніст здобував очки
- Старти: кількість стартів

| Місця                      | Індивід. | Спринт | Персьют | Мас-старт | Естафета | Разом |
| -------------------------- | -------- | ------ | ------- | --------- | -------- | ----- |
| 1                          |          |        |         |           | 1        | 1     |
| 2                          |          | 1      | 1       |           |          | 2     |
| 3                          |          |        |         |           | 1        | 1     |
| Чільна 10                  |          | 1      | 1       |           | 2        | 4     |
| В очках                    | 2        | 5      | 3       | 2         | 2        | 14    |
| Стартів                    | 4        | 7      | 3       | 2         | 2        | 18    |
| Станом на: 13 березня 2011 |          |        |         |           |          |       |

## Перемоги та призові місця на етапах Кубка світу

### Перемоги
| №пп | Дата           | Місце проведення | Дисципліна   | Змагання               |
| --- | -------------- | ---------------- | ------------ | ---------------------- |
| 1   | 15 грудня 2012 | Поклюка          | 10км Персьют | Кубок світу з біатлону |
| 2   | 5 січня 2013   | Обергоф          | 7,5км Спринт | Кубок світу з біатлону |
| 2   | 11 січня 2013  | Рупольдінг       | 7,5км Спринт | Кубок світу з біатлону |

### Другі місця
| №пп | Дата           | Місце проведення | Дисципліна      | Змагання               |
| --- | -------------- | ---------------- | --------------- | ---------------------- |
| 1   | 3 грудня 2010  | Естерсунд        | 7,5км Спринт    | Кубок світу з біатлону |
| 2   | 5 грудня 2010  | Естерсунд        | 10км Персьют    | Кубок світу з біатлону |
| 3   | 11 лютого 2011 | Форт-Кент        | 7,5км Спринт    | Кубок світу з біатлону |
| 4   | 13 грудня 2012 | Поклюка          | 7,5км Спринт    | Кубок світу з біатлону |
| 5   | 16 грудня 2012 | Поклюка          | 12,5км Масстарт | Кубок світу з біатлону |

### Треті місця
| №пп | Дата            | Місце проведення | Дисципліна   | Змагання               |
| --- | --------------- | ---------------- | ------------ | ---------------------- |
| 1   | 14 березня 2013 | Ханти-Мансійськ  | 7,5км Спринт | Кубок світу з біатлону |

## Цікаві факти
На етапі Кубка світу сезону 2012/2013 в шведському Естерсунді загубила зуб.